# Helene Thurner
Helene "Leni" Thurner-Bullock (ur. 12 sierpnia 1938 w Zams) – austriacka saneczkarka klubu RV Hallten, brązowa medalistka zimowych igrzysk olimpijskich w Innsbrucku. Na mistrzostwach świata wywalczyła trzy medale: jeden srebrny i dwa brązowe. W 1962 roku została wicemistrzynią Europy.
W 1996 roku została odznaczona Odznaką Honorową za Zasługi dla Republiki Austrii.